# ثلاث نقاط مراقبة

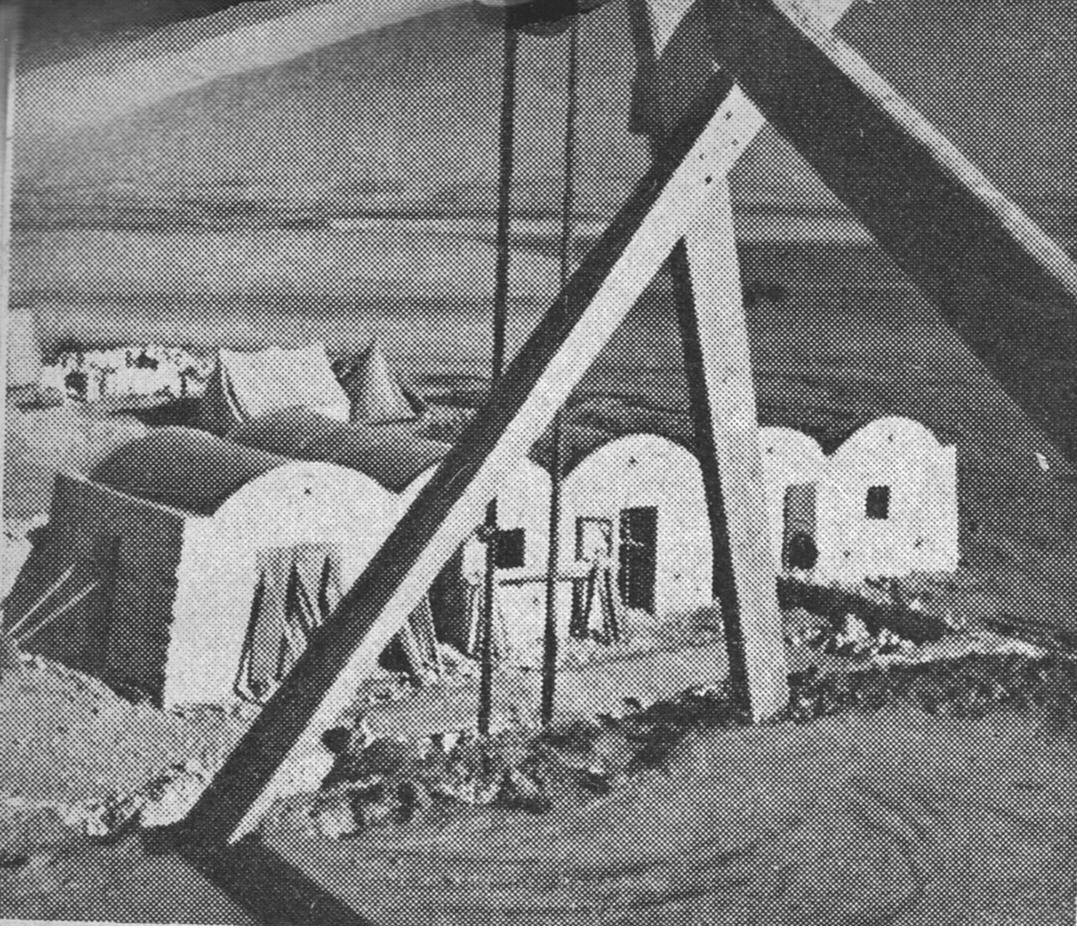
بيت ايشيل

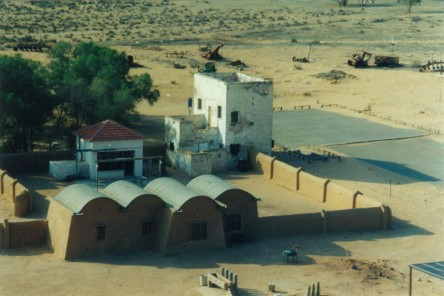
جفولوت

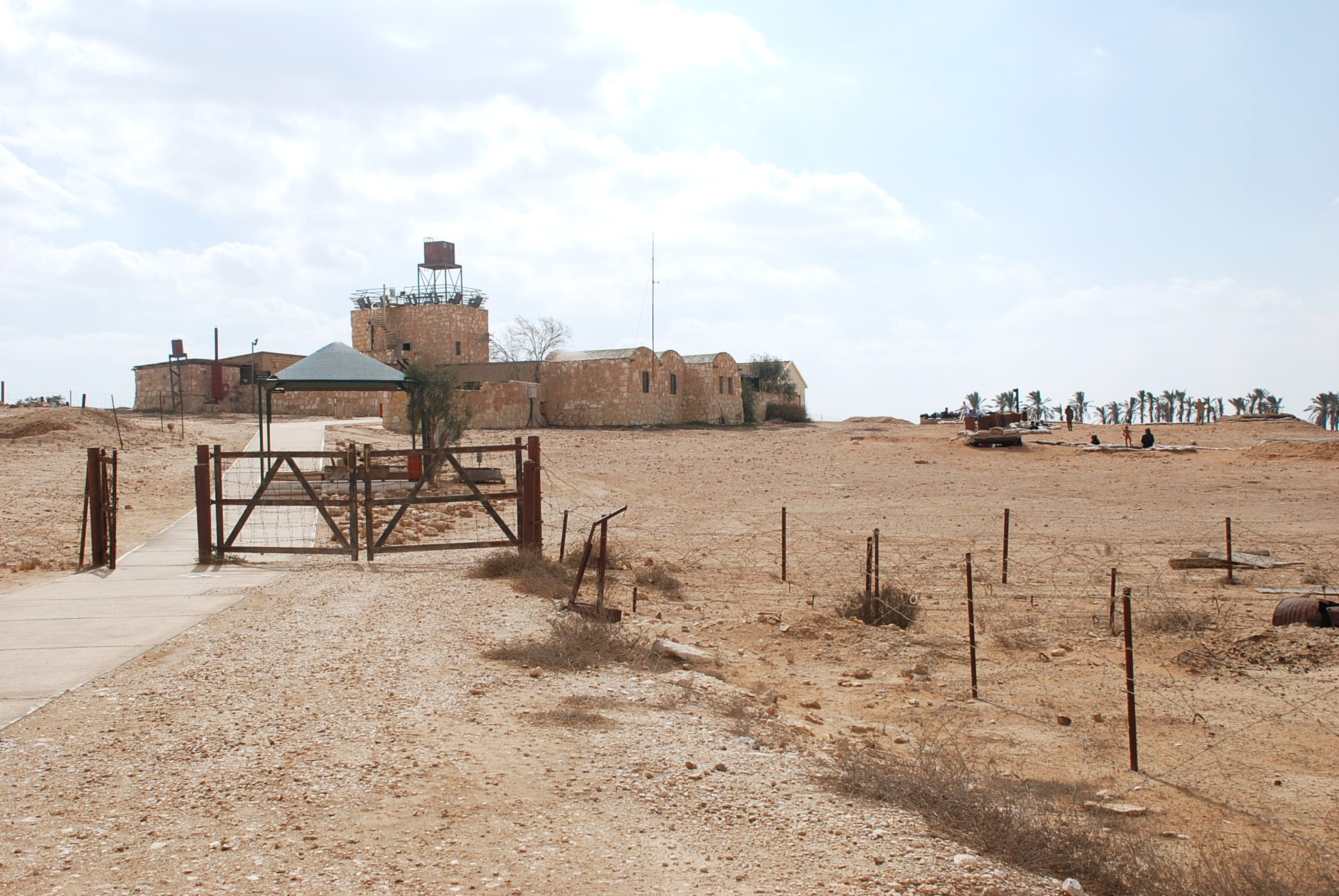
رفيفيم

ثلاث نقاط مراقبة (بالعبرية: שלושת המצפים) هي ثلاث مستوطنات يهودية أسست في صحراء النقب عام 1943 على أراضٍ مملوكة من قبل الصندوق القومي اليهودي. كان الهدف هو تأمين الأرض وتقييم مدى قابليتها للزراعة. وقد سبق التأسيس إجراء معقد لشراء الأراضي، حيث كانت السلطات البريطانية قد حظرت عمليًا شراء الأراضي من قبل اليهود في المنطقة بعد الثورة العربية المكلفة والكتاب الأبيض لعام 1939.
كانت هذه النقاط، رفيفيم، جفولوت، وبيت ايشيل، بمثابة منصة انطلاق لمزيد من الاستيطان اليهودي في النقب. قام سكان النقاط بإجراء مسوحات جيوفيزيائية واسعة ونفذوا تجارب زراعية لهذا الغرض.

## التاريخ
الخلفية التاريخية والمقترحات المبكرة
وضع الكتاب الأبيض البريطاني لعام 1939 وتنظيمات نقل الأراضي لعام 1940 عددًا من القيود على الاستيطان اليهودي وشراء الأراضي في الانتداب على فلسطين. كانت صحراء النقب واحدة من المناطق التي تم حظر كلا الأمرين فيها. من جهة أخرى، اندلعت الحرب العالمية الثانية وسعى اليشوف إلى توسيع مناطق استيطانه من أجل زيادة قدرته على استيعاب اللاجئين اليهود من أوروبا.
بشكل عام، كان اليشوف، الذي كان يعارض بشدة الكتاب الأبيض، مهتمًا بالاستيطان في النقب وإجراء مسوحات جيولوجية وهيدرولوجية هناك. كما كان يرغب في اختبار رد الفعل البريطاني على مثل هذه الخطوة. في 29 أبريل 1942، قام عدد من الشخصيات البارزة في اليشوف، بما في ذلك آرثر روبين، إليعازر كابلان ويوسف فايتس، بجولة في المنطقة لتحديد مدى ملاءمتها للاستيطان. بينما اقترح روبين وكابلان إنشاء عدد من المستوطنات الزراعية في المنطقة، رفض فايتس الفكرة وأوصى ببناء ثلاث نقاط مراقبة في مناطق رفح، بئر السبع وبئر عسلوج حيث سيكون كل منها موجودًا على نوع مختلف من التربة وسيساعد في تحديد مدى ملاءمة المنطقة المحيطة للزراعة والإقامة.
في النهاية، اقترح فايتس إنشاء عشرة نقاط مراقبة من هذا النوع، على أن يعمل فيها 10-12 عاملًا يعيشون في مبنى مسور. ومع ذلك، تم إنشاء ثلاث نقاط مراقبة فقط في النهاية، وذلك وفقًا للتوصية الأصلية لفايتس.

## شراء الأراضي
شُرت الأراضي في النقب بواسطة الصندوق القومي اليهودي (JNF)، الذي كان يعمل من خلال مكتب تسوكيرمان، وهو شركة عقارية خاصة مرتبطة سرًا بالصندوق القومي اليهودي. إذا تطلب الأمر شراء الأراضي من العرب (بعد عام 1940)، كان المكتب يقوم بتجنيد عرب تحالفوا مع اليشوف، للالتفاف على الحظر البريطاني. تم شراء الأراضي في الغالب من بدو النقب، الذين عادةً لم يكونوا مدفوعين بالتحفيزات القومية وكانوا أكثر اهتمامًا بالجوانب المالية. كما سعى الصندوق القومي اليهودي لشراء الأراضي المملوكة لليهود في المنطقة، والتي كانت في الغالب غير مستخدمة. في عام 1936، بلغ إجمالي هذه الأراضي 41,000 دونم (41 كم²). وكانت سياسة أخرى هي توحيد الأراضي قدر الإمكان وشراء القطع المجاورة، من أجل القدرة على استيطان الأرض لاحقًا.
في عام 1943، أمر فايتس يوآف تسوكيرمان بشراء أراضٍ بالقرب من رفح/خان يونس، في وادي غزة، وبالقرب من عسلوج وبئر السبع. تم شراء الأراضي، لكن في ذلك الوقت كان البدو في المنطقة يتمتعون بازدهار نسبي وكانوا أقل استعدادًا للبيع. وقد أثر هذا بشكل كبير على خطة الاستيطان في جفولوت، التي كانت تتطلب شراء 5,000-6,000 دونم (5-6 كم²).

## التأسيس
تأسست أول مستوطنة، ميتسبيه جفولوت (التي تُعرف اليوم ببساطة غفولات) في 12 مايو 1943. بلغ عدد أول مجموعة 12 شخصًا جاءوا بشاحنة وأربع خيام وجرار. ضمت المجموعة يهودًا من أبناء البلد وعددًا من المهاجرين من [[بلغاريا من منظمة كيبوتس هاشومير هاتسعير جيميل. بقي معظم الذين كانوا يخططون للاستقرار في جفولوت في ريشون لتسيون، وتم إدارة النقطة من الموشافا يفنيئيل في شمال البلاد.
تأسست رفيفيم في 28 يوليو 1943 من قبل منظمة هانوعار هاعوفيد فهلوميد، وكان اسمها الأصلي تل تِسوفيم. وصل ثلاثة أعضاء إلى الموقع قبل ثلاثة أشهر، لكنهم طردوا من قبل البريطانيين. في 28 يوليو، وصل ستة أشخاص إلى الموقع وبدؤوا في البناء، وانضم إليهم ستة آخرون بعد وقت قصير.
وصل أول سكان بيت ايشيل في 9 أغسطس 1943،أربعة أشخاص مع جرار وخيمتين. انضم إليهم لاحقًا 36 شخصًا آخر. كان السكان مهاجرين من النمسا وألمانيا، وانضم إليهم لاحقًا مهاجرون من رومانيا ويهود من أبناء البلد. أُطلق على المجموعة اسم هايوغيف (بالعبرية: היוגב، وتعني الفلاح) وكانوا يخططون لإنشاء موشاف. ومع ذلك، لم يتمكنوا من القيام بذلك بسبب نقص الموارد، لذا نظموا أنفسهم ككيبوتس بدلاً من ذلك.
غادر العديد من المستوطنين الأوائل، غير قادرين على التكيف مع الحرارة الشديدة أثناء النهار، والبرودة القاسية في الليل، وفيروسات البعوض، لكن الذين بقوا قاموا ببناء مستوطنات موحدة مكونة من ساحة مربعة محاطة بالجدران، وبرج مراقبة، ومساكن ومباني خدمية.
اللوجستيات
إمدادات المياه
في البداية، حصلت جفولوت على المياه من القرى العربية المجاورة. كان السعر جنيهاً فلسطينياً واحداً مقابل متر مكعب واحد من الماء، وهو سعر مرتفع جداً في ذلك الوقت. كما كانت تكلفة النقل (الذي تم بواسطة عربة تجرها البغال) مرتفعة أيضاً. وبالنظر إلى ذلك، بُذلت جهود كبيرة للعثور على مصدر مياه مستقل في المنطقة. تم حفر البئر الأولى في 21 يوليو 1943، لكنها أسفرت عن مياه مالحة جداً. أُجريت خمس عمليات حفر إضافية بين عامي 1943–1944، لكنها لم تكن ناجحة.
كما تمت تجربة خنادق لجمع المياه مغطاة بالقار، وقد ساعدت في تخفيف الأزمة، لكن جزءاً كبيراً من المياه تسرب إلى الأرض، مما استدعى تركيب فلاتر إضافية لجعل المياه صالحة للشرب.
على الرغم من العثور على مياه مناسبة في بيت ايشيل، إلا أنها كانت عميقة جداً بحيث لم يكن من الممكن استخراجها بكفاءة في ذلك الوقت؛ لذلك تم شراء المياه من بئر السبع. فقط بعد الحرب العالمية الثانية تمكنت بيت ايشيل من الحصول على مضخة مناسبة. في المجمل، حُفرت ثمانية آبار في بيت ايشيل، نجح اثنان منها (وكان هناك بئر آخر في الشرق تم الاحتفاظ به لوقت لاحق). كما أُقيمت سدود صغيرة في الأودية المحيطة ببيت ايشيل لغرض الري. وقد تم التخطيط لإقامة سد أكبر على وادي بئر السبع، لكن المشروع لم يُنفذ.
أما في رفيفيم، فقد تم شراء بئر مياه من الإدارة البريطانية، لكنها كانت مالحة للغاية. وبعد ذلك، حصل العمال على المياه مجاناً من القاعدة العسكرية البريطانية في بئر عسلوج، حتى تم العثور على مياه في حفر جديد على عمق يزيد عن 100 متر، وتم تعديل جرار لضخ المياه.
وقد بُني سد في رفيفيم، وكان الأكبر بين النقاط الثلاث بارتفاع 1.2 متر. كما أُنشئت ثلاثة خزانات كبيرة في رفيفيم بسعات 40,000 و60,000 و100,000 متر مكعب. ومع ذلك، فقد كانت المياه تتسرب إلى الأرض بسرعة كبيرة. وقد مثلت هذه المشاريع الجزء الأكبر من نفقات النقاط الثلاث، بتكلفة تجاوزت 70,000 جنيه فلسطيني (مقارنة بميزانية سنوية قدرها حوالي 10,000 جنيه لكل نقطة).
بحلول عام 1946، أصبح واضحاً أن النقاط الثلاث لا يمكنها الحفاظ على إمدادات مياه مستقلة. وفي ذلك الوقت أيضاً، قرر اليشوف إقامة 11 مستوطنة إضافية حول النقاط الثلاث. وبناءً على ذلك، تقرر أن تُزود هذه المستوطنات بالمياه من التجمعات الواقعة شمال النقب. ومع ذلك، تمت الموافقة على ميزانيات لحفر آبار إضافية وإجراء تجارب في القرى القائمة.
الاتصال بالعالم الخارجي
سمح القرب الجغرافي لبيت ايشيل من بئر السبع بالحصول على خدمات اتصال متقدمة، مثل خدمة البريد المنتظمة (حيث كانت الرسائل تُسلّم إلى بئر السبع) وخط هاتف. أما النقاط الاستيطانية الأخرى، فكانت تتواصل فقط عبر جهاز راديو غير مرخص مع بقية النقاط ومع الهاجاناه.
كان نقل البضائع والأشخاص يتم بواسطة المركبات المتوفرة في النقاط، حيث امتلكت كل نقطة شاحنة صغيرة وأحياناً شاحنة كبيرة.
```
وعندما لم تكن هذه المركبات متوفرة أو لم يكن بالإمكان استخدامها، اعتمد سكان رفيفيم وبيت ايشيل على وسائل خارجي، مثل مركبات الجيش البريطاني التي كانت تسافر من وإلى القاعدة في عسلوج، ووسائل النقل العام بين 
غزة
 وبئر السبع على التوالي. أما جفولوت، فكانت أكثر عزلة؛ وعلى الرغم من المحاولات لفتح طريق ترابي يصل إلى 
خان يونس
، اضطر السكان في النهاية إلى استخدام الطريق عبر 
رفح
. وخلال الأشهر الممطرة، كانت النقاط معزولة من ناحية المواصلات، وخاصة جفولوت.
[
3
]
```

العلاقات مع العناصر غير اليهودية
اتسم موقف سلطات الانتداب البريطاني بالتردد تجاه إنشاء النقاط الاستيطانية. فمن جهة، خالف اليشوف قوانين الانتداب ليس فقط من خلال شراء الأراضي، بل أيضاً بحيازة الأسلحة بشكل غير قانوني وتشغيل أجهزة راديو غير مرخصة. ومن جهة أخرى، لم يكن هناك ما يمنع السماح لليهود بمحاولة الاستيطان الدائم في النقب، وهو أمر نادر بسبب نمط الحياة البدوي في المنطقة. واتخذت السلطات المحلية مواقف متباينة بين التأييد الصهيوني والمعارضة له، تبعاً للشخص الذي كان يرأسها. وبشكل عام، كانت العلاقة مع الجيش البريطاني ودية، لا سيما في رفيفيم، حيث عمل بعض السكان في القاعدة البريطانية في عسلوج، وقام البريطانيون بحماية المنطقة لمنع السرقات.
أما العلاقات مع البدو فكانت إيجابية في الغالب. فقد كانت النقاط الاستيطانية على تواصل دائم مع شيوخ قبيلتي العزازمة والترابين، اللتين كانتا تسيطران على المنطقة. كما وظفت جفولوت ثمانية حراس من البدو. ورغم محدودية الروابط الاقتصادية، إلا أن النقاط حرصت على الحفاظ على علاقات اجتماعية ودية، حيث عينت كل نقطة مختاراً والتزمت بتقاليد الضيافة البدوية. وعلى النقيض من ذلك، كانت العلاقات مع الفلاحين المحليين شبه معدومة.
البناء والتطوير في الفترة بين 1943 و1948
بالإضافة إلى الأعمال الزراعية، سعى مدراء النقاط الاستيطانية إلى خلق فرص عمل إضافية. في بيت ايشيل، اضطر العديد من السكان للانتقال إلى نيس زيونا بسبب نقص الوظائف. ولذلك، تم بناء عدة مصانع في القرية، بما في ذلك مصنع لمعالجة الصوف، ومصنع للمعادن، ومصنع لإنتاج مواد البناء. كما تم بناء مصنع لتعليب الطعام في رفيفيم. كانت جفولوت تخطط لبناء مصنع لمعالجة الألماس، لكن المعدات المتعلقة بذلك تم تدميرها في حرب 1948 العربية–الإسرائيلية.
لم يحدث الكثير من التطور غير الزراعي خلال هذه السنوات خارج بيت ايشيل. بينما كان لدى جفولت وريفيم أكثر من 100 عضو في كل منهما، إلا أن عدد قليل منهم كان يعيش فعلياً في المواقع، 12-14 شخصاً في جفولوت وحوالي 25 في رفيفيم. وعلى الرغم من ذلك، عمل غالبية هؤلاء السكان في النقاط الاستيطانية، وهو أمر غير معتاد في ذلك الوقت.
كانت المناطق السكنية في النقاط الاستيطانية مبنية على شكل قلعة، وهو مبنى من طابقين من الحجر يعمل كبرج، مع فناء مساحته 35 متر مربع محاط بجدار حجري. كان البرج يمثل مكان الإقامة لما يصل إلى 25 شخصاً، وكان يتم تشجيع السكان على عدم بناء مساكن في أماكن أخرى لأسباب أمنية. ومع ذلك، تم تجاهل هذا في بيت ايشيل حيث نشأت الحاجة إلى المزيد من المساحات السكنية. بحلول عام 1947، أصبحت اعتبارات الأمن تفوق جميع الاعتبارات الأخرى في خطط البناء الجديدة، ليس فقط في النقاط الاستيطانية، ولكن أيضاً في معظم المستوطنات الأخرى في النقب.
الحرب العربية الإسرائيلية عام 1948

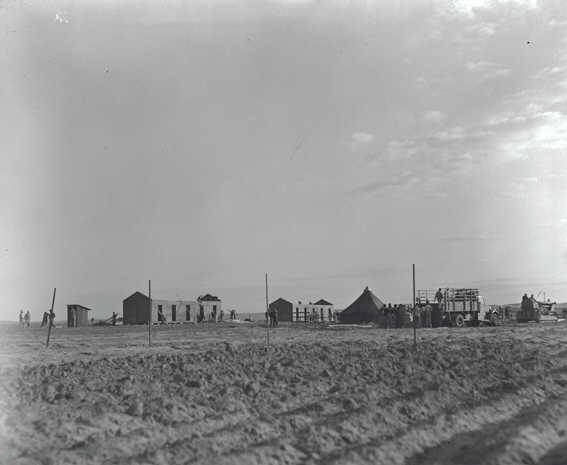
19 تشرين ثاني 1947

جاء أول هجوم على إحدى النقاط الاستيطانية في مرحلة الحرب الأهلية، وذلك في 16 ديسمبر 1947، عندما هاجم بدو محليون مركبة بين الخلصة وريفيم. رفضت القوات البريطانية في المنطقة التدخل.
خلال حرب 1948 العربية–الإسرائيلية، وبداية من هجوم وقع في 17 مايو 1948 من قبل جماعة الإخوان المسلمين، تم حصار بيت ايشيل من قبل القوات المصرية وتدميره. وعندما تم احتلال بئر السبع من قبل قوات الدفاع الإسرائيلية في معركة بئر السبع عام 1948، تم التخلي عن الموقع. انتقل سكانه إلى وادي يزرعيل، حيث أسسوا موشاف هيوجيف.

## الجغرافيا
تقع النقاط الاستيطانية الثلاثة في مناطق مختلفة من صحراء النقب، ولكل منها خصائصها الخاصة. تأسست جفولوت بالقرب من وادي غزة (مجرى بئر السبع)، على هضبة ترتفع 125 مترًا عن سطح البحر. كانت أراضي جفولوت منتشرة بشكل واسع، تمتد من نيريم في الغرب إلى الحزالي في الشرق. كانت الأراضي في الغالب على تربة رملية، حيث تقع شمال الكثبان الرملية الواسعة. تم بناء بيت ايشيل أيضًا على هضبة، على ارتفاع حوالي 300 متر عن سطح البحر، على بعد 3 كيلومترات شرق بئر السبع، على تربة اللوس. أما رفيفيم فتم بناؤها على تلة من الحجر الجيري تحيط بها هضبة. كانت التربة مزيجًا من الرمل واللوس.

## البحث والتجارب التي أجريت
أدى تأسيس النقاط الاستيطانية إلى إجراء عدد من الأبحاث العلمية الهامة التي ساعدت في استيطان الزراعة اليهودية المستقبلية في صحراء النقب.
المسوحات العلمية
أُجري مسح جيولوجي هام في 1944–1945. شمل المسح 2,450 عينة منتشرة على 2.7 مليون دونم (2,700 كم²). وخلص المسح، من بين أمور أخرى، إلى أن معظم تربة النقب كانت أعمق من مترين ومن نوع اللوس.
أجرت الجامعة العبرية في القدس مسوحات جوية. وكانت المسوحات السابقة قد تمت على نطاق أصغر بكثير في محطات الشرطة في المنطقة في القرن التاسع عشر. وخلصت المسوحات إلى أن كمية الأمطار كانت أعلى في شمال النقب منها في جنوبه، رغم أن الكمية كانت تتفاوت بشكل كبير من عام إلى عام، مما جعل من المستحيل الاعتماد على المعدل المتوسط. بالإضافة إلى ذلك، تم اكتشاف أن نسبة الأمطار في كل شهر بالنسبة للمعدل السنوي كانت مختلفة في النقب عنها في المناطق الأخرى في فلسطين الانتدابية؛ وبشكل خاص، كان هناك الكثير من الأمطار في شهر مايو. كما خلصت القياسات إلى أن كمية الندى المتساقط في شمال وغرب النقب كانت أعلى من أي جزء آخر من فلسطين الانتدابية. كما تم إجراء أبحاث على درجة الحرارة، والرياح، والرطوبة الجوية، والتبخر.
أُجريت مسوحات هيدرولوجية من قبل ليو بيكارد، الذي خلص إلى أن أيًا من النقاط الاستيطانية الثلاثة لن تكون مواقع مناسبة لاستخراج المياه الجوفية، حيث كانت المياه إما غير موجودة أو تعاني من ملوحة مفرطة. ووفقًا لبيكارد، كان الموقع الوحيد المحتمل لحفر بئر للمياه هو السهل الساحلي بين غزة ورفح. وقد قدم هذا البحث اتجاهًا عامًا لاختيار الأراضي التي يجب شراؤها في المستقبل.
التجارب الزراعية
أجري عدد من التجارب الزراعية التي مهدت الطريق للزراعة المستقبلية في المنطقة الجافة. في بيت ايشل، تم محاولة زراعة القمح، والشعير، ودقيق الشوفان، والبقوليات. وخلصت التجارب إلى أنه لا يمكن زراعة هذه المحاصيل في الصيف في تلك المنطقة، لكن الزراعة في فصل الشتاء كانت ناجحة، حيث تم حصاد 60 كغ من القمح و90 كغ من الشعير لكل دونم في عام 1944 (مقارنة بـ 11.5 و 13.7 على التوالي في القرى العربية المجاورة). تم تسجيل نجاح مشابه في جفولوت، حيث تم حصاد 61.5 كغ من القمح، و75 كغ من الشعير، و86 كغ من الشوفان، و98 كغ من البازلاء لكل دونم. ومع ذلك، لوحظ أن عام 1944 كان عامًا ممطرًا وقد تكون المحاصيل أقل في السنوات الأخرى.
في المقابل، في رفيفيم، كانت الزراعة في فصلي الشتاء والصيف ناجحة إلى حد ما، ولكن تم انتقاد القرية لاستخدام مياه الأمطار التي كانت مكلفة في جمعها للزراعة على نطاق واسع، خاصة خلال أشهر الشتاء. لذلك كان من غير الواضح ما إذا كانت الزراعة الحبوب في رفيفيم قابلة للتمويل من الناحية المالية.
كما زُرعت الفواكه والخضروات في النقاط الاستيطانية. في رفيفيم، كانت حصاد الخضروات وفيرة، ولكن كان من الضروري استخدام الكثير من المياه للحفاظ على المحاصيل (275 متر مكعب لكل دونم للذرة و360 متر مكعب للفجل والشمندر)، مما جعل المشروع غير مربح. تم زرع البساتين بكثافة منخفضة (حوالي 4 أشجار لكل دونم) من الزيتون، والخوخ، والمشمش، واللوز، والرمان. تجمد العديد منها في الشتاء أو لم ينمُ بسبب الملوحة الزائدة في المياه. كانت التمور والزيتون والرمان الأكثر نجاحًا، حيث يمكن زراعتها باستخدام مياه مالحة.
الغابات
زُرعت الأشجار في النقاط الاستيطانية بهدف حماية الأراضي الزراعية من العواصف والرمال المتحركة. وكان الأمل أن تحقق بعض هذه الأشجار أيضًا أرباحًا. في الفترة ما بين 1943 و 1948، تم زراعة حوالي 500,000 شتلة، شملت أنواعًا مثل التمر الهندي، والأوكالبتوس، والسرو، وغيرها.